# 화장 지워주는 남자
《화장 지워주는 남자》는 매주 금요일 네이버 웹툰에 이연이 연재했던 에피소드, 드라마 웹툰이다.

## 등장인물
- 김예슬

천유성의 모델이다. 원래는 메이크업에 관심이 전혀 없는 평범한 얼굴의 대학생이였지만 페이스 오브 신데렐라 라는 메이크업 대회에서 천유성의 모델로 발탁 후 많은 것을 느끼게된다. 본인의 얼굴이 들켜지고 싶지 않아 토슬이라는 캐릭터 탈을 쓴다. 천유성에게 고백을 받았다.
- 천유성

메이크업 아티스트다. 메이크업의 천재고 셀럽들의 메이크업도 해주고있다. 누나의 계획을 위해서 대회를 참가하게 되지만 예슬과 같이 참여하면서 대회가 즐겁다는 생각을 하게 된다. 예슬을 좋아하는 마음이 있다.
- 주희원

예슬과 같은 대학교에 다니고 매우 예뻐서 자신이 천유성의 모델이 될 줄 알았지만 거절당한 후 아티스트를 쓰지 않고 혼자서 화장을 한다. 라이벌인 토슬에게는 안좋은 말을 했지만 자신을 구해준 예슬과 친해지고 싶어한다. 나중에 예슬이 자신의 정체를 밝히며 그제야 동일인물인 걸 안다.